# Route d'Auteuil-à-Suresnes
La route d'Auteuil-à-Suresnes est une voie située dans le 16e arrondissement de Paris, en France.

## Situation et accès
Elle se trouve dans le bois de Boulogne.

## Origine du nom
La voie est ainsi nommée car elle relie Auteuil à Suresnes.